# Sorin Cîmpeanu
Sorin Mihai Cîmpeanu  (Bucarest, 18 de abril de 1968) es un rumano político, el exministro de Educación en el gabinete de Victor Ponta y desde el 5 de noviembre de 2015, ejerce de manera interina el cargo de primer ministro de Rumania después de que el presidente Klaus Iohannis aceptara la dimisión de Victor Ponta. El nombramiento de Klaus Iohannis de Sorin Cîmpeanu es una medida provisional hasta que se seleccione un nuevo candidato para el puesto[cita requerida].

## Primer ministro interino
Después de su nombramiento, Cîmpeanu aseguró a los inversionistas y acreedores que «Rumanía es y debe seguir siendo un factor de estabilidad». También dijo a los rumanos que se necesita una economía equilibrada con el fin de preservar la confianza en el país. Asimismo, indicó que el gobierno interino continuará trabajando en 2016 los planes presupuestarios del país, a pesar de que no está facultado para aprobar nuevas leyes. 
Sorin Cîmpeanu fue ministro de Educación en el Gobierno de Ponta entre el 17 de diciembre de 2014 y el 17 de noviembre de 2015. Posteriormente, Cîmpeanu obtuvo un mandato como diputado en la circunscripción de Bucarest de la Alianza de Liberales y Demócratas (ALDE) , tras las elecciones parlamentarias de 2016 . En 2017 dejó ALDE y cofundó el partido Pro Rumania junto con el ex primer ministro, Victor Ponta. Tras algunos desacuerdos con él, en diciembre de 2019 deja Pro Romania, y en enero de 2020 se une al Partido Nacional Liberal . [4]En sus listas, obtuvo el mandato de senador en el distrito electoral de Bucarest en las elecciones parlamentarias de 2020 y es nombrado ministro de Educación en el gobierno de Florin Cîțu.
- Datos: Q21095867
- Multimedia: Sorin Cîmpeanu / Q21095867